# Hercegszántó
Hercegszántó (en croata: Santovo, en serbio: Сантово) es un pueblo localizado al sur de Hungría, en el condado de Bács-Kiskun. Hacia el año 2011, la ciudad tenía 1.906 habitantes, de los cuales el 12% son croatas y el 4% son serbios. Además tiene un área total de 68,55 km². Su localización tiene una frontera terrestre más próxima con Serbia que de Croacia. También fue el lugar de nacimiento del futbolista Flórián Albert y del astrónomo Gusztáv Kondor.

### Personajes Célebres
- Flórián Albert
- Gusztáv Kondor